# Under the Radar Over the Top
Under the Radar Over the Top è il quattordicesimo album in studio del gruppo musicale tedesco Scooter, pubblicato il 2 novembre 2009 dalla Sheffield Tunes.
Il disco è stato preceduto dall'uscita del singolo J'Adore Hardcore il 14 agosto. Il secondo singolo estratto Ti Sento è stato pubblicato lo stesso giorno della pubblicazione dell'album. Il terzo singolo estratto The Sound Above My Hair è stato distribuito il 27 novembre 2009.
La copertina dell'album è stata fotografata alla vecchia stazione radar dell'NSA, a Teufelsberg, presso Berlino. Il titolo dell'album viene da un articolo di Alexis Petridis sul quotidiano The Guardian a proposito dell'inaspettato successo del gruppo nel Regno Unito nel 2008. La pubblicazione dell'album è stata supportata dal tour in Germania nel marzo 2010.

## Tracce
1. Stealth
2. J'adore Hardcore
3. Ti sento (feat. Antonella Ruggiero)
4. State of Mind
5. Where the Beats...
6. Bit a Bad Boy
7. The Sound Above My Hair
8. See Your Smile
9. Clic Clac
10. Second Skin
11. Stuck on Replay
12. Metropolis

Durata totale: 0:00

### Limited Edition
La versione in edizione limitata del disco contiene un secondo CD dal titolo The Dark Side Edition e un bonus DVD.

#### Tracklist The Dark Side Edition
1. She's The Sun
2. Take Me Baby
3. Frequent Traveller
4. Eyes Without a Face
5. Dancing in the Moonlight
6. Lass Uns Tanzen (Day Version)
7. Stripped (Live)
8. Sex Dwarf
9. Am Fenster
10. Marian (Version)

Il DVD contiene un diario di viaggio personale degli Scooter del loro viaggio attraverso l'Australia, Africa e Asia, nonché un'intervista esclusiva e commenti selezionati sull'album.

### Deluxe VIP Fan Box
Una seconda edizione ancora più limitata del disco, intitolato Under The Radar Over The Top Deluxe VIP Fan Box, include gli stessi contenuti come la versione Limited Edition con una bandiera degli Scooter, una dog tags, e 5 cartoline con i membri della band e una scatola speciale con le immagini dal photoshoot del luogo sulla copertina del disco.

### Versione Inglese
La versione inglese dell'album dispone di una copertina diversa e comprende un DVD con i video musicali del gruppo da Hyper Hyper, a Jump That Rock (Whatever You Want), simile alla seconda versione tedesca di Jumping All Over the World. L'album ha venduto 8 000 copie nella prima settimana dalla pubblicazione ed è entrato nella classifica ufficiale degli album inglesi alla numero 62.

## Classifiche
| Classifica (2009)      | Posizione massima |
| ---------------------- | ----------------- |
| Austrian Albums Chart  | 15                |
| German Albums Chart    | 2                 |
| Hungarian Albums Chart | 38                |
| Swiss Albums Chart     | 51                |